# Leontio
Leontio (in greco Λεόντιο?) è una ex comunità della Grecia nella periferia della Grecia Occidentale (unità periferica dell'Acaia) con 743 abitanti secondo i dati del censimento 2001.
È stata soppressa a seguito della riforma amministrativa, detta Programma Callicrate, in vigore dal gennaio 2011 ed è ora compresa nel comune di Erymanthos.